# Eupithecia leucographata
Eupithecia leucographata es una especie de polilla de la familia Geometridae. La especie fue descrita por primera vez por William Warren habiendo sido descrita en 1906, con distribución en México. El sintipo de la especie fue descrita en los alrededores de Jalapa (Tabasco).

## Descripción
El ala anterior es Marrón fusco, más oscura a nivel de la costa. Las líneas transversales son de color hueso, gruesas y bien definidas: la primera, cerca de la base, delimitando la mancha basal; la segunda, a un tercio; la externa, a tres cuartos; todas anguladas en la celda, luego oblicuas hacia adentro. Cuenta con una gran mancha marrón en la celda y una mancha negruzca en la costa.
El ala posterior es igual que el ala anterior en su coloración. La cabeza, el tórax y El abdomen es muy similar a la coloración de las alas, pero el dorso es de color fucsia más oscuro.